# Oversvømmelsen i Pakistan 2010
Oversvømmelsen i Pakistan 2010 var den værste oversvømmelse i landets historie siden 1929. Oversvømmelsen skyldtes ekstra voldsom monsunregn i Pakistans Nordvestlige Grænseprovins. Mindst 800 mennesker mistede livet ved katastrofen, og FN har anslået, at op imod en million mennesker er påvirket af regnmasserne. Udover Pakistan er også Afghanistan berørt af oversvømmelsen; her er der meldt om 64 omkomne og omkring lige så mange sårede.

## Forløb
I slutningen af juli 2010 væltede der ekstra meget monsunregn ned i bjergegnene i det nordlige Pakistan, og prognoserne har forudsagt, at det ville fortsætte til ind i august. Ifølge Pakistans Meteorologiske Afdeling er der faldet 312 mm regn over 36 timer. Ud over de mindst 1400 omkomne har mindst en halv million mennesker mistet deres hjem og måske det dobbelte er påvirket af oversvømmelserne. Ødelæggelserne omfatter blandt andet også mindst 45 broer, og i visse områder er der 3-4 m vand på områder, der normalt er land. Her kan man finde mennesker på tage af deres huse ventende på redning.
Blandt de afledte effekter af oversvømmelsen er mangel på mad og drikkevand, og sygdomme som diarré og hoste har ramt evakuerede.

## Redningsarbejde
Pakistans regering har budt international hjælp i forbindelse med redningsarbejdet velkommen. Det pakistanske beredskab i forbindelse med naturkatastrofer har sat 150 både og 21 militærhelikoptere ind i redningsarbejdet.